# 女教宗瓊安

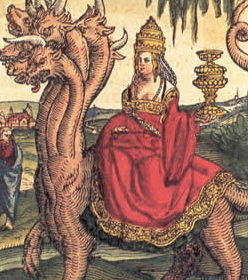
被描繪成巴比伦大淫妇的女教宗瓊安

瓊安，或譯約翰，是相傳在位於公元853至855年的天主教女教宗。關於此人的故事最早出現在13世紀的編年史，隨後傳遍歐洲，數百年來人們普遍相信真有其事，但現代的歷史學家和宗教學者認為這是虛構的，是來源於與羅馬古蹟或反教宗有關的民間傳說。
女教宗最先見於讓·德馬伊的年譜，但最流行的和有影響力的版本是13世紀末奥帕瓦的马丁的《教宗和皇帝的大事記》的內容。大多數的傳說指她是一個有才華的女人，在情人的指示下喬裝成男人。由於她的能力，在教會內逐層晉升，最終被選為教宗。但有一天她在騎馬時，誕下一個孩子，從而顯示出她的性別。大多數版本說她不久即去世，原因是被憤怒的暴民打死，或自然死亡，而她的繼任者則將她的事跡隱瞞。

## 傳說
女教宗的記錄最早來自屬道明會的德馬伊寫於13世紀初的梅斯編年史。他沒有提及女教宗的名字，而有關事件則發生於1099年。他的同袍波旁的史蒂芬將德馬伊的故事轉載至自己作品。不過，相關傳說最廣為傳頌的版本來自13世紀後期由波蘭的道明會會士奥帕瓦的马丁所著的《教宗和皇帝的大事記》第三校訂本。女教宗的名字首先出現於此版本，她被稱為“約翰·安格理克斯”或“美因茨的約翰”。日期亦從11世紀改為9世紀，在位於教宗良四世和教宗本篤三世之間，即公元850年代。根據該大事記：
若望·安格理克斯，出生於美因茨，任教宗兩年七個月四天，死於羅馬，之後宗座出缺一個月。相傳若望是女人，小時候以男裝打扮被情人帶到雅典。在那裡，她學習各樣的知識，精通的程度無人能及，其後到羅馬教授文科，學生和觀眾不乏大師。她的言行和知識在城中得到高度評價，更被選為教宗。任教宗時，她懷了同伴的孩子。她不知孩子將於何時出生，在從聖伯多祿大殿到拉特朗的遊行中，她在一條名為神聖之路的巷子裡產子，但該條位於羅馬鬥獸場和聖克萊門特教堂間的路現已改稱為“迴避街”。她去世後，有人說她被葬在同一地方。後來的教宗總是轉身不向着該條街，許多人認為這樣做是因為憎惡女教宗產子的事件，亦不把她加到教宗名單上，是因為她的女性性別和事件的擾攘。
大事記的另外一個版本指，在被發現真正身份後，她沒有死去，但被關起來和被廢黜，她做了很多年的懺悔。她的兒子後來成為奧斯提亞主教，並於她死後將她埋葬在其教堂。其他的手稿提到女教宗的女性名字為瓊安，但所有這些手稿均遲於馬丁的著作。

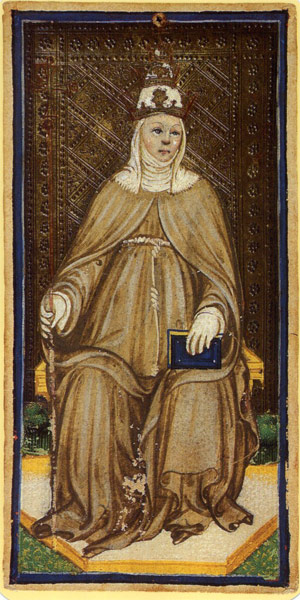
1450年斯佛札塔羅牌中的女教宗

## 後來發展
從13世紀中葉起，傳說得到廣泛傳播，並為人們所相信。道明會利用女教宗瓊安的故事說教和傳道。中世紀和文藝復興時期有不少引用女教宗故事的文字。薄伽丘於1353年的著作提及女教宗。14世紀後期，錫耶納主教座堂訂製一系列的教宗半身像，其中包括一名女教宗，命名為 Johannes VIII, Foemina de Anglia，放於良四世和本篤三世之間。在16世紀及以後，各種新教作家以女教宗瓊安的傳說編寫反天主教的著作。

## 分析
現代的學者指女教宗瓊安只是中世紀的傳說。根據《牛津教宗詞典》，人們普遍相信這個傳說數百年，甚至天主教界亦然，但指出“沒有現存證據證明在相傳的時期內有女教宗在任”，並指出“無法將女教宗的任期放入該段時期當中。”1601年，教宗克勉八世宣布女教宗的故事並不真實。錫耶納大教堂里的著名女教宗半身像，亦被換為聖匝加像。
17世紀，中葉新教徒歷史學家大卫·布隆德尔認為女教宗瓊安的故事可能起源於一個針對教宗若望四世的諷刺。布隆德爾通過詳細分析傳說的記載和聲稱的時期，證明此傳說不可能发生。

## 相關影視作品

#### 電影
- 《聖袍天下：驚世女教皇》（Pope Joan, 2009）

#### 遊戲
- 《Fate/Grand Order》﹙2023﹚
  - 配音：日岡夏美

## 外部連結
- Catholic Encyclopedia: Pope Joan（页面存档备份，存于）
- The Female Pope: The Mystery of Pope Joan by Rosemary and Darroll Pardoe（页面存档备份，存于）